# سوپرفست فریز
سوپرفست فریز (انگلیسی: Superfast Ferries) شرکت کشتیرانی یونانی است.